# Isabelle Le Boulch
Isabelle Le Boulch, née le 29 décembre 1964 à Pluméliau, est une footballeuse française évoluant au poste d'attaquante.

## Carrière

### Carrière en club
Isabelle Le Boulch évolue toute sa carrière au Saint-Brieuc SC, devenu en Saint-Brieuc FF en 1999 ; elle y remporte le Championnat de France de football féminin 1988-1989.

### Carrière en sélection
Isabelle Le Boulch compte 27 sélections en équipe de France féminine entre 1985 et 1992. 
Elle reçoit sa première sélection en équipe nationale le 25 mai 1985, pour le compte des qualifications pour le championnat d'Europe féminin 1987 contre la Suède (défaite 0-4). Elle joue son dernier match le 19 avril 1992, en amical contre la Côte d'Ivoire (victoire 6-1).